# قصر الصنين

بقايا آثار قصر الصنين

قصر الصنين هو أحد المعالم التاريخية التي بناها ملوك دولة المناذرة في الحيرة، وصنو للقصرين الشهيرين، الخورنق والسدير، حيث كان من منازل النعمان بن المنذر، وقد ذكره ياقوت الحموي في معجمه حيث قال: «الصنين بلد في ظاهر الكوفة، كان من منازل المنذر وبه نهر ومزارع، باعه عثمان بن عفان من طلحة بن عبيد الله، وكتب به كتاباً مشهوراً مذكوراً عند المحدثين».
وجاءت شهرة هذا القصر بعد أن اختلف النعمان بن المنذر مع الشاعر عدي بن زيد العبادي زوج هند بنت النعمان حيث سجنه وقتله فيه. القصر لم يكن بعيدا عن الحيرة، ولعله كان حصناً حصيناً منعزلاً عن الناس، به حرس كثيرون يحرسونه، لهذا اتُخذ سجناً ومحبساً. ويذكر الخوارزمي في كتابه مفاتيح العلوم ان من ملوك معداً في الجاهلية: آل نصرة، وهم اللخميون من اليمن وكانوا عمال الأكاسرة وكانوا ينزلون العراق..ومنهم:امرؤ القيس بن النعمان، وهو صاحب سنمار الذي قتله حين بنى له الحصن الذي يسمى: الصنين.
```
وقد جاء خبره على لسان الشاعر 
الاصمعي
 حيث قال لبعض البغداديين:
[
5
]
```

ويقع قصر الصنين الذي ورد ذكره في فتوح سعد بن أبي وقاص، جنوبي غربي الخورنق على بعد 10 كيلو مترات، ومازال أثره ظاهراً. ويظهر من أخبار الفتوح إن نهر السيلحين، كان يسقي قصر الصنين ومزارعه.
وحول بقايا آثار هذا القصر، هناك منطقة واسعة تعرف بمنطقة الصنين نسبة إلى هذا الصرح التاريخي، وأما من الجانب الإداري حالياً، توجد قرية مشهورة، عامرة تحيط بها بساتين النخيل من كل جانب، تسمى قرية الصنين وهي إحدى قرى ناحية الحيرة المرتبطة بقضاء المناذرة التابع إلى محافظة النجف.